# 晋城话
晋城话是晋语的一种方言，1986年的分区中属邯新片获济小片，2006年的分区将晋城话分为上党片晋城小片。一般是指晋城市区及泽州县大部分地区所通用的方言，晋城话保留了古汉语的入声。

## 历史

### 语音
- 晋城话主要特征为阳入声字舒化，一般晋语中的阳平字组在晋城话中读去声，上声字组在泽州话中读阴平。
- 晋城话不分尖团音（即z\c\s不可转化为j\q\x），指示代词不三分，入声没有喉噻韵，也没有独立的调类，已经相当微弱，大部分阳入声字舒声。

#### 声母
- 晋城话有20个声母。
- 知庄章合流，没有ts、tsʻ、sʻ，只有tʂ、tʂʻ、ʂʻ，即：资=知，昌=仓，商=桑。
- 止摄开口三等日母字同来母字合流，读[l]，如：日、二、儿、尔、耳。

| p  | 布步班比 | p'  | 盘旁怕泼 | m | 棉妹门木 | f  | 冯富父伏 |   |          |
| t  | 低杜动旦 | t'  | 天糖套透 | n | 南闹年纳 |    |          | l | 里脸泪列 |
| tʂ | 主中组租 | tʂʻ | 瓷此处出 |   |          | ʂʻ | 死伤树湿 | ʐ | 人忍让如 |
| tç | 挤鸡据甲 | tç' | 妻起犬曲 |   |          | ç  | 西戏孝席 | ɣ | 暗爱欧额 |
| k  | 钢古柜国 | k'  | 康苦库客 |   |          | x  | 海猴货活 |   |          |
| ø  | 儿言文远 |     |          |   |          |    |          |   |          |

说明：晋城话中的tʂ、tʂʻ、ʂʻ比普通话的发音部位靠前。

#### 韵母
晋城话有47个韵母，和普通话对应关系比较复杂，主要特点有以下几点：
- 臻、深、曾、梗四摄舒声字合流，如：跟=耕、心=星、真=争、因=英。
- 遇、流、梗、曾、通摄部分舒声字合流[oŋ]韵，如：努=农、某=蒙、墓=梦。
- 有两套入声韵母，和古入声字对应。
- 通摄三等精组字和来母字韵母为[iong]，如：龙、从、松。

| ɒ  | 巴帮沙尝 | iɒ   | 加江假梁 | uɒ  | 化霜广壮 |      |          |
| ʌ  | 河遮惹鹅 |      |          | uʌ  | 过罗科波 |      |          |
|    | 盖败太爱 | u    | 怪槐帅爱 |     |          |      |          |
| æ  | 板满山安 | ie   | 借见千些 | uæ  | 短暖关晚 | ye   | 靴院瘸选 |
| o  | 保刀老高 | io   | 条标鸟要 |     |          |      |          |
| ʅ  | 资支知植 | i    | 地皮理衣 | u   | 故布某务 | y    | 居驴徐雨 |
| er | 二而尔贰 |      |          |     |          |      |          |
| ɛe | 妹飞配背 |      |          | uɛe | 柜推灰胃 |      |          |
| ʌɤ | 收斗走欧 | iʌɤ  | 流九修友 |     |          |      |          |
| ə~ | 跟更真正 | iə~n | 心星音英 | uə~ | 温仑孙棍 | yə~n | 群军运荀 |
| ɐ~ | 党忙仓刚 | iɐ~  | 讲良详洋 | yɐ~ | 光庄双汪 |      |          |
| oŋ | 风鹏梦崩 |      |          | uoŋ | 东农中翁 | yoŋ  | 穷龙松兄 |
| əʔ | 不十复木 | iəʔ  | 笔力七息 | uəʔ | 突鹿骨屋 | yəʔ  | 玉俗曲局 |
| aʔ | 八麦发恶 | iaʔ  | 别灭烈叶 | uaʔ | 夺桌说活 | yaʔ  | 绝缺越阅 |

### 儿化音
晋城话的儿化音发音为普通儿化、卷舌边近音两种。连读时为普通儿化音，单念时时常念做卷舌边近音。晋城话中有三个流音—近音:卷舌边近音、卷舌近音、普通边近音。

### 入声字
晋城话入声字的发音非常特别:没有喉塞尾,没有独立的调类,但韵母主要元音具有独特的音质。正是由于韵母主要元音具有独特的音质,晋城话的入声字才得以保持独立的类的存在。

#### 声调

##### 单字调
晋城话单字声调有5个
- 阴平33    高猪开支
- 阳平113   穷才寒人
- 上声213   苦口女草
- 去声53    厚盖病大
- 入声2     铁月玉白

##### 连续变调
晋城话中有丰富的连读变调现象，主要有以下特点：
- 两字组中后字是阳平时，前字是其他几个声调的，阳平字变调为阴平调。
- 两字组中后字除入声调外，前字是阳平字时，阳平变调为35。
- 两字组中上声字做前字时，均有一种变调为后字为阳平调的变为阴平调。
- 两字组中去声做前字时，均有一种变调为后字为阳平调的变为阴平调。
- 两字组中上声做后字的，后字是阳平调的，与前字的阳平调混同。

### 词汇

#### 与中原官话同源词汇
- 喷一会儿 得劲儿 今儿 夜儿个 斯气 硌料 阁气 鬻 出溜 门硌硓 上供
- 骨涌 饽糊 一团儿 使慌 枯出 七成儿 小马儿 昂 契丹货等等词汇
- 其中，喷一会儿，使慌，七成儿，昂等词汇在晋城话中的出现率高达95%以上。[來源請求]

#### 圪头词
主条目：圪头词

#### 分音词
分音词指把一个字音分成两个音节来读，分音词在其他晋语口语中普遍存在，构造方式大体相同。晋城话中的分音词可以分为以下几类：
1、分音词的前一字的声母和后一字的韵母与单音词的声韵基本吻合，有比较严格的对应关系。
不拉=拔
不烂=拌
骨轮=滚
圪然=干
2、分音词前一字的声母和单音字的声母不吻合，但与单音字的古声母吻合。
圪捞=搅
骨略=圈
3、分音词和单音节字声韵完全不吻合，无规律可循
不撒=摸
骨出=皱
骨栾=团
- 部分常用字和普通话的对比

| 晋城话 | 普通话 |
| ------ | ------ |
| 立     | 站     |
| 寻     | 找     |
| 甚     | 啥     |
| 潲     | 洒     |
| 拾     | 捡     |
| 挑     | 拣     |
| 唤     | 叫     |
| 屋     | 家     |
| 喷     | 聊     |
| 饥     | 饿     |

- 部分常用词和普通话的对比

| 晋城话   | 普通话含义                                   |
| -------- | -------------------------------------------- |
| 抛冒儿   | 说话不诚实、爱吹牛。                         |
| 喷一会儿 | 说一会儿话                                   |
| 一团儿   | 一起、一块儿                                 |
| 半信     | 指人的智力发育有问题，弱智。                 |
| 得劲儿   | 舒服                                         |
| 今儿     | 今天                                         |
| 夜儿个   | 昨天                                         |
| 斯气     | 东西坏了                                     |
| 出溜     | 下滑                                         |
| 使慌     | 累                                           |
| 枯出     | 不平                                         |
| 七成儿   | 不正常                                       |
| 小马儿   | 小伙子，孩子                                 |
| 七成货   | 傻子                                         |
| 瓜皮     | 指外地人或不是本地口音的人。有贬义，请慎用。 |
| 心烦     | 指喧闹、让人不得清静。                       |
| 做生伙   | 干活                                         |
| 磨唧     | 形容很费劲。                                 |
| 老出     | 老鼠。                                       |
| 五谷桩   | 高凳子。                                     |
| 圪蹴下   | 蹲下。                                       |
| 少到     | 啰嗦                                         |
| 扁食     | 饺子。                                       |

#### 晋城话词汇列举
喷一会儿：在晋城话中是说话的意思。喷，咤也。——《说文》。徐灏注笺:“今俗语犹谓咤人曰喷。”
年时年：在晋城话中是去年的意思。 孔尚任《桃花扇·拜坛》：“年时此日，问苍天，遭的什么花甲。”
日头：在晋城话中指太阳。 杨万里《山村》：“歇处何妨更歇些，宿头未到日头斜。”
生活：在晋城话中干活、工作的意思。吴曾《能改斋漫录·神仙鬼怪》：“夜久人静，或闻以行相呼云：‘今吾辈有何生活？’”
贼汉：在晋城话中是小偷的意思。《水浒传》第三十回：“ 武松这厮，他是个贼汉，不争我们吃你的酒食，明日官府上须惹口舌。”

#### 晋城方言字列举
拌（pæ）：在晋城话中是扔掉、丢弃的意思，汉杨雄《方言》卷十“楚人凡挥弃物，谓之拌”。

搲（wɒ）：在晋城话中是近似舀的意思，蒲松龄《日用杂字·饮食》:“大瓢搲来酵子发，下手先扠二百拳。”
跣（çəʔ）：在晋城话中是赤脚、赤身的意思,如：晋城话中“跣着脚”就是光脚的意思，《说文》“跣，足亲地也”。

#### 语气词
- 昂：放在句尾，主要表达强调、提醒、警告的语气。

1、强调：我去北京了昂。
2、提醒：别迟到了昂。
3、警告：以后不要再抽烟昂。
- “呢”： 有疑问和肯定的两种读法，
- 兰：放在句尾，和普通话的“了”用法比较相近。

- 咾

- 唻